# عدد رينولدز

شارع كارمان الدوامي حول أسطوانة.

رقم رينولدز (بالإنكليزية Reynolds Number) اختصاراً Re هو رقم لا بعدي له أهمية كبيرة في تطبيقات ميكانيكا الموائع، ويعرّف على أنه نسبة قوى العطالة في جملة مدروسة إلى قوى اللزوجة، وبالتالي فإنه يحدد الأهمية النسبية لهذه القوى بالنسبة لشروط الجريان المعطاة.
بصفته كمية لا بعدية، كثيرًا ما يستخدم رقم رينولدز للمقارنة بين أنظمة تجريبية مختلفة لتحديد مقدار التشابه الديناميكي بينها. كما ويستخدم الرقم لاستخلاص معلومات عن نظام جريان معيّن، كالجريان الصفائحي أو الجريان المضطرب أو الدوّامي. فعادة ما تتسم أنظمة جريان صفيحية بأرقام رينولدز منخفضة، حيث تكون قوى اللزوجة ذات فعّالية أكبر تؤدي إلى وجود نظام جريان ثابت وأملس، في حين تتسم الأنظمة الدوامية بأرقام مرتفعة المصحوبة بقوى عطالة أكبر تؤدي إلى حدوث دوامات في نظام جريان متأرجح .
ينسب هذا الرقم إلى عالم فيزياء إيرلندي اسمه أوزبورن رينولدز (1842 - 1912)، والذي كان قد اقترح استعمال أرقام رينولدز في عام 1883.

## تعريف
يعرّف رقم رينولدز لعدد من الحالات التي تتحرّك فيها موائع نسبة إلى سطح صلب ما. فتدخل في تعريف الرقم خواص المائع، ككثافته ولزوجته، بالإضافة إلى سرعة الجريان وطول مميّز يتغيّر تعريفه بحسب الشكل الهندسي للسطح. وإنّ تعريف هذا الطول لكل حالة هو مسألة إجماع، فبالنسبة لدائرة أو كرة، قد يكون هذا الطول هو إمّا القطر أو نصف القطر، ولكن الإجماع هو أن يستعمل القطر في هذه الحالة. بالنسبة للطائرات والسفن، فعادة ما يكون الطول المميز هو الطول أو العرض، في حين أنّه في حالة جريان مائع في أنبوب مستدير، يستخدم القطر الداخلي للأنبوب. بالإمكان تعريف قطر مكافئ لأنابيب ذات مقاطع عرضية أخرى كالمستطيلات. كما وتسري قوانين خاصّة بالنسبة لموائع ذات كثافة متغيرة (كالغازات القابلة للضغط) أو لزوجة متغيرة (كالموائع غير النيوتنية). أخيرًا، سرعة جريان الوسط قد تكون هي الأخرى محل نقاش وإجماع في بعض الحالات، كالجريان في الأوعية المحرّكة.
إنّ المعادلة الرياضية الأساسية لحساب رقم رينولدز هي كالتالي:
{\displaystyle {\mathit {Re}}={\rho v_{s}^{2}/L \over \mu v_{s}/L^{2}}={\rho v_{s}L \over \mu }={v_{s}L \over \nu }}
حيث :
- {\displaystyle v_{s}\;} سرعة الجريان الوسطية m s−1؛
- {\displaystyle L\;} الطول المميز m؛
- {\displaystyle \mu } اللزوجة الديناميكية للمائع N s m−2 أو Pa·s؛
- {\displaystyle \nu } اللزوجة الحركية m2 s−1؛
- {\displaystyle \rho } كثافة (الكتلة الحجمية) المائع kg m−3.

وبالنسبة لجريان مائع في أنبوب فبالإمكان إحالة المعادلة أعلاه إلى الصورة الآتية:
{\displaystyle {\mathit {Re}}={\frac {QL}{\nu A}}}
حيث:
- {\displaystyle Q} هو معدّل الجريان بوحدات m3 s−1؛
- {\displaystyle A} هو المقطع العرضي للأنبوب.

## تطبيقات
- يستخدم رقم رينولدز، كالعديد من الكميات غير البعدية، لغرض بناء نماذج مصغّرة عن تصميمات لآلات ضخمة، لكي تجرى عليها العديد من الفحوصات. فمثلاً، إذا كان الهدف بناء طائرة جديدة، عادة ما يتم تصميم نموذجًا مصغرًا للطائرة أوّلاً، وبناء نفق رياح بحجم معقول لاختبار أداءها في شتى الحالات. ولكي يكون النموذج المصغر مطابقًا للواقع من حيث نتائج الاختبارات، يجب أن تكون الكميات اللا بعدية في التصميم وفي النموذج متطابقة، ومنها رقم رينولدز. ففي مثال الطائرة، يتم اختيار سرعة الهواء في النفق وحجم الطائرة المصغرة بحيث يبقى رقم رينولدز نفسه كما في الواقع.

## اقرأ أيضاً
- رقم فرود
- شارع كارمان الدوامي
- معادلة السحب
- معامل السحب
- جريان صفائحي
- جريان مضطرب
- قانون هاجن-بوازوي
- فيزياء الكرة النطاطة

## وصلات خارجية
- حاسب رقم رينولدز